# Horari de màxima audiència
|  | «Prime time» redirigeix aquí. Vegeu-ne altres significats a «Prime time (desambiguació)». |

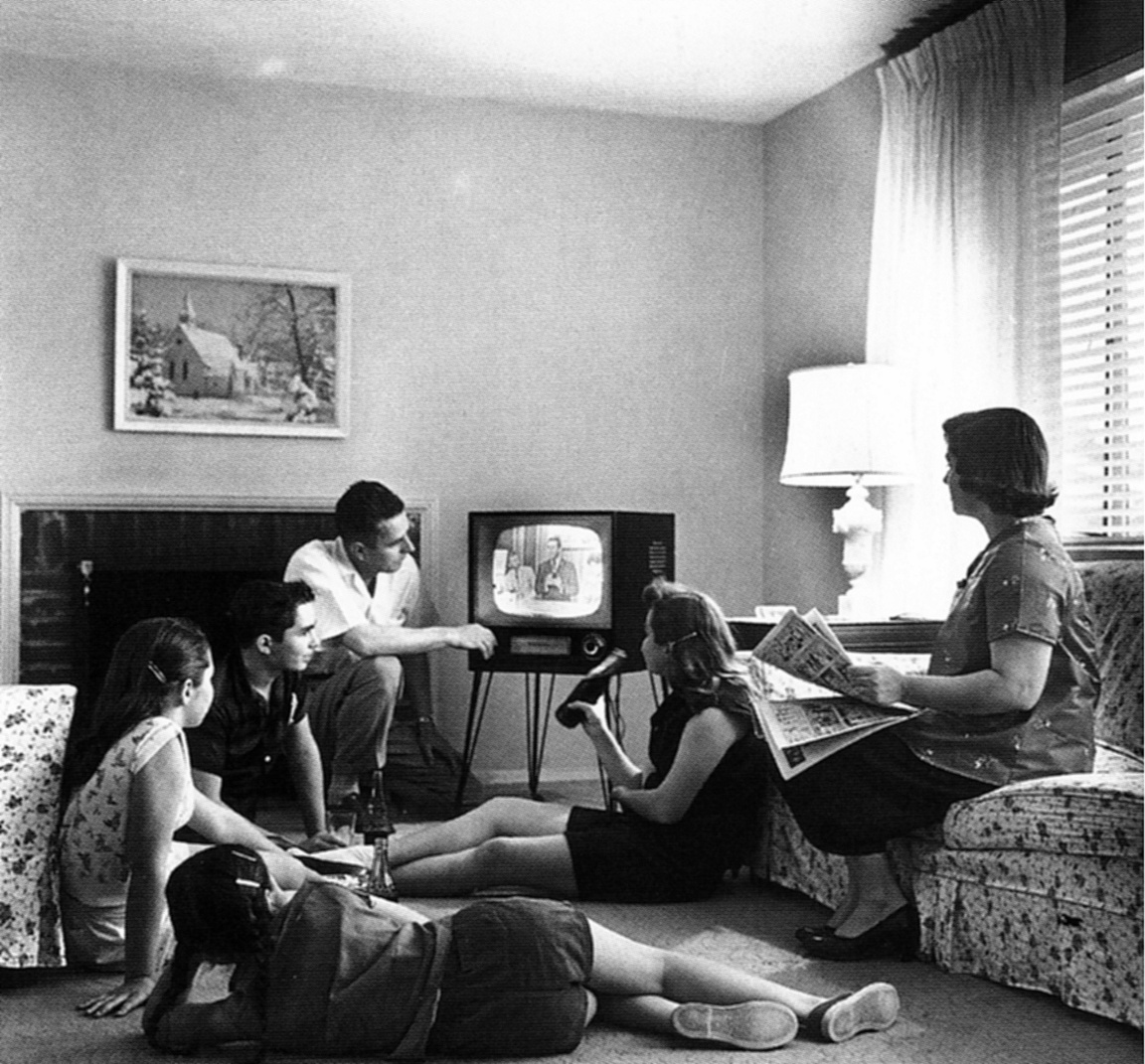
Família veient la televisió el 1958.

Horari de màxima audiència o hora punta (de l'anglès prime time; "horari prioritari") és la franja horària amb major audiència, principalment en televisió encara que també és utilitzat en altres mitjans com la ràdio. Acostuma a ésser entre les 8 del vespre i les 12 de la nit, tot i que no hi ha un horari establert i pot variar depenent del país. Durant l'horari de màxima audiència s'emeten els programes de major èxit, sèries, pel·lícules, programes d'entrevistes, i en conseqüència és la franja horària més cara per als anunciants.

## Països Catalans
Als Països Catalans l'horari de màxima audiència va des de les 9 del vespre fins a les 12 de la nit, car la majoria d'informatius comencen a les 9, com és el cas de TV3 i À Punt. Tanmateix, IB3 Televisió emet el seu informatiu vespre a 2/4 de 9, tal com havia fet també durant anys TV3. Per la seva banda, alguns canals locals emeten el seu informatiu a les 8 del vespre com és el cas de Lleida Televisió, Ribera TV, Televisió de Girona o Televisió de Mallorca, o bé a 2/4 de 8 com ho fa Barcelona TV.